# (36051) 1999 RO19
1999 RO19 (asteroide 36051) é um asteroide da cintura principal. Possui uma excentricidade de 0.17756330 e uma inclinação de 2.49690º.
Este asteroide foi descoberto no dia 7 de setembro de 1999 por LINEAR em Socorro.